# Tyuratam

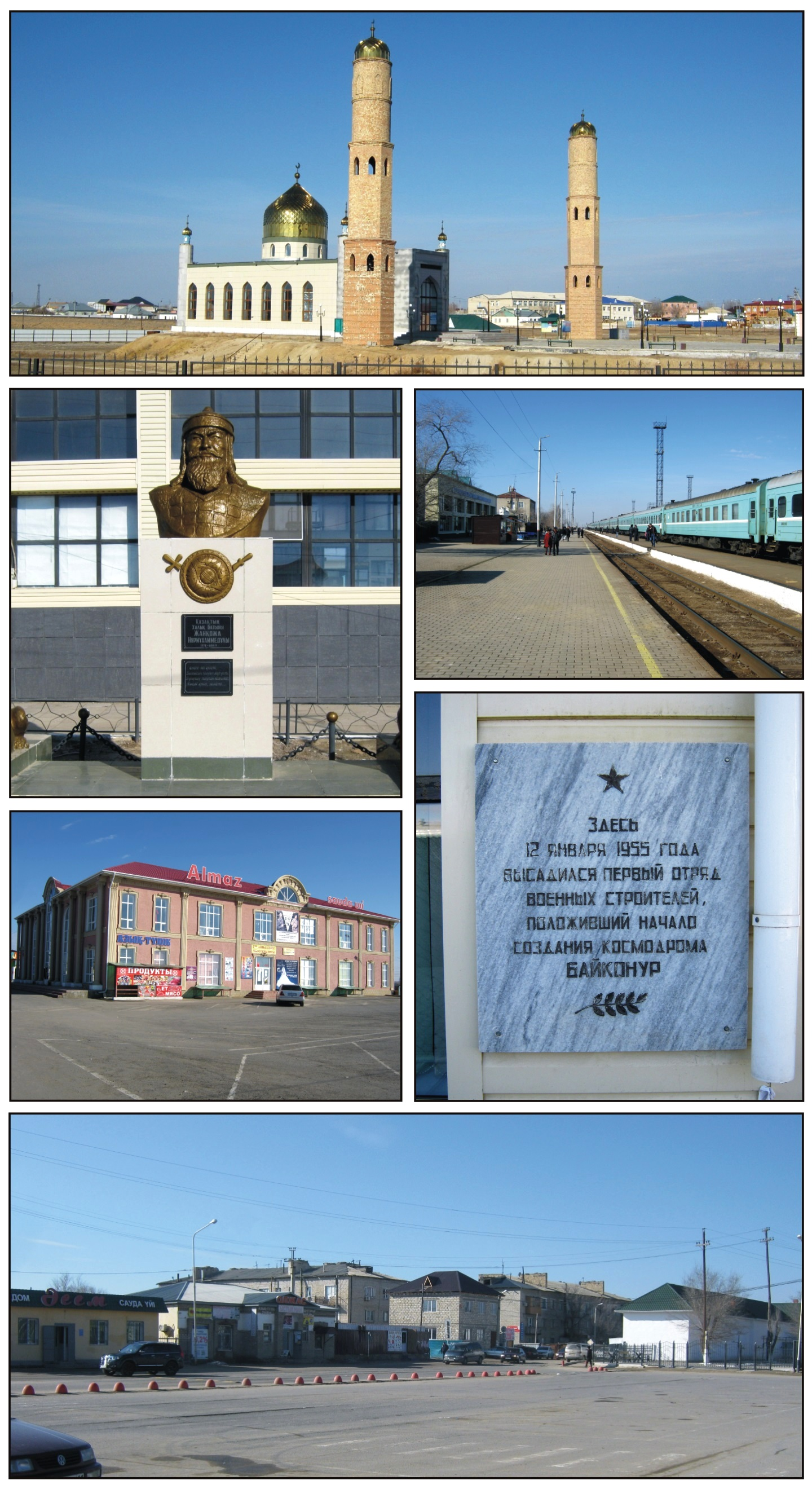

Tyuratam (em cazaque:, Tóretam; em russo:, Tyuratam) é uma estação na principal ferrovia entre Moscou e Tashkent, localizada no Cazaquistão. O nome significa "Sepultura de Tóre"; Tóre, ou mais formalmente, Tóre-Baba, foi um nobre descendente de Gengis Khan. Tyuratam fica perto do Cosmódromo de Baikonur. Em meados da década de 1950, a União Soviética anunciou "atividades espacias" na área próxima a cidade de Baykonur, na República Socialista Soviética Cazaque. Na verdade o centro de lançamento estava situado 400 km a Sudoeste em Tyuratam próximo à cidade de Leninsk (normalmente chamada de Baykonur, depois da construção do Cosmódromo).